# Janirella eximia
Janirella eximia är en kräftdjursart som beskrevs av Boris Vladimirovich Mezhov 1981. Janirella eximia ingår i släktet Janirella och familjen Janirellidae. Inga underarter finns listade i Catalogue of Life.